# Wryneck
Die erste HMS Wryneck der Royal Navy wurde zum Ende des Ersten Weltkriegs als Zerstörer der V- und W-Klasse fertiggestellt. Der Zerstörer wurde in der Ostsee während des Russischen Bürgerkriegs erstmals eingesetzt. Bis 1932 wurde das Schiff bei der Atlantik- und dann bei der Mittelmeerflotte eingesetzt. 1933 kam das das Schiff zur Reserve und lag in diesem Status ab 1938 in Gibraltar. Dort wurde das Schiff ab Mai 1939 zu einem Schnellen Geleitboot nach dem WAIR-Plan umgebaut.
Im Mai 1940 war das Schiff wieder einsatzbereit und verlegte ins östliche Mittelmeer, um bei der Sicherung des britischen Schiffsverkehrs eingesetzt zu werden. Während der Räumung des griechischen Festlands im April 1941 wurde sie zur Unterstützung des Zerstörers Diamond entsandt, der von dem aus Nauplia kommenden, brennenden Truppentransporter Slamat Überlebende rettete. Als die Zerstörer mit den Geretteten nach Kreta zurückliefen, wurden sie am 27. April 1941 von der Luftwaffe angegriffen und nahe Kap Malea versenkt.

## Geschichte des Schiffes
Im Dezember 1916 erhielt die Werft Palmers Shipbuilding and Iron Company in Jarrow den Auftrag für den Bau von zwei Zerstörern der W-Klasse der Royal Navy. Die beiden Schiffe wurden als Waterhen und Wryneck fertiggestellt. Die Bauwerft, die schon seit 1895 Zerstörer an die Navy geliefert hatte, erhielt während des Ersten Weltkriegs u. a. noch Aufträge für 16 Zerstörer anderer Klassen.
Die Wryneck war das erste Schiff der Royal Navy, das den englischen Namen des Vogels Wendehals erhielt. Die Kiellegung der beiden Aufträge erfolgte im Juli 1917 und die Wryneck mit der Baunummer 879 lief am 13. Mai 1918 vom Stapel und wurde am 11. November 1918 ausgeliefert.

### Erste Einsätze
Nach ihrer Fertigstellung wurde die Wryneck der „11th Destroyer Flotilla“ bei der Grand Fleet zugeteilt. Als diese Flottille im März 1919 aufgelöst wurde, kam der Zerstörer zur neugebildeten „1st Destroyer Flotilla“, geführt von den Flottillenführern Wallace und Valorous neben fünfzehn weitere Zerstörern der V- und W-Klasse. Der erste Einsatz des Schiffes erfolgte 1919 bei den britischen Einheiten, die in der Ostsee die neugebildeten Baltischen Staaten vor allem gegen die Sowjetunion schützten. Am 31. Mai 1919 gehörte sie zu den britischen Einheiten mit den drei Kreuzern Cleopatra, Dragon und Galatea, der Wallace und den weiteren Zerstörern Voyager, Vanessa, Versatile, Vivacious und Walker sowie zwei Unterseebooten, die bei der damals finnischen Insel Seskari lagen und von dem sowjetischen Schlachtschiff Petropavlowsk beschossen wurden.
Nach seiner Rückkehr wurde die Wryneck der „5th Destroyer Flotilla“ bei der Atlantic Fleet zugeteilt, wo sie neben dem Flottillenführer Malcolm und sieben weiteren Zerstörern der Klasse Dienst tat. Am 12. Juli 1921 begleiteten der Zerstörer mit dem Schwesterschiff Watchman und dem Kreuzer Cleopatra die britische Königsyacht Victoria and Albert mit dem britischen Königspaar George V und Queen Mary zu einem Besuch von Jersey. Ab Oktober 1923 war die Montrose Leader der Flottille und trat auch die ebenfalls bei Palmers gebaute Waterhen zur Flottille. Vom 19. bis 26. Juli 1924 nutzten der Duke of York mit seiner Gemahlin die Wryneck ab Stranraer zu einem offiziellen Besuch von Belfast und Nordirland.
Im April 1925 verlegte die Flottille zur Mediterranean Fleet als „1st Destroyer Flotilla“.
mit Montrose, Vampire, Vendetta, Vivacious, Vimiera, Voyager, Walrus, Waterhen und Wryneck.
Dort wurden die alten Zerstörer der V- und W-Klasse ab 1932 durch Neubauten der D-Klasse abgelöst und kamen in die Reserve. Wryneck gehörte anfangs zur Reserve in der Nore, später in Rosyth und ab Ende 1938 in Gibraltar.
1938 wurde der Zerstörer für den Umbau zu einem Schnellen Geleitboot nach dem WAIR-Plan ausgewählt, der beim Gibraltar Dockyard erfolgen sollte. Der Umbau wurde ab September 1939 intensiviert, konnte jedoch erst im März 1940 abgeschlossen werden.

## Kriegseinsätze
Die Wryneck im April 1940 wieder in Dienst gestellt und erhielt die neue Kennung L04. Nach Abschluss aller Tests war das Schiff im August 1940 einsatzbereit und sollte In Alexandria stationiert werden und zur Geleitzugsicherung im Mittelmeer eingesetzt werden.
Als Anfang September der Flugzeugträger Illustrious mit dem Schlachtschiff Valiant und den beiden Flakkreuzern Coventry und Calcutta durch das Mittelmeer zur Mediterranean Fleet nach Alexandria verlegte, gehörte die Wryneck zu den zur Sicherung eingesetzten Schiffen. Aus Malta lief sie mit den Leichten Kreuzern Orion  sowie der australischen Sydney  dem Verband zur Sizilienstraße entgegen. Für den Rückmarsch nach Alexandria teilte sich die Mittelmeerflotte in drei Verbände. Die Wryneck kam zum Hauptverband um die Illustrious, der nördlich Kretas zurückmarschierte und italienische Stützpunkte im Dodekanes angreifen sollte. Zu diesem Verband gehörten die Schlachtschiffe Valiant und Warspite, die Calcutta, sowie die Zerstörer Stuart, Voyager, Decoy, Defender, Hereward, Imperial, Hyperion, Ilex und Hasty.
Die Wryneck übernahm anschließend Sicherungsaufgaben an alliierten Geleitzügen zwischen Griechenland und Ägypten. Im November ersetzte das schnelle Geleitboot den Zerstörer Decoy in der „10th Destroyer Flotilla“ und nahm im Verband der Mittelmeerflotte an der Operation Collar teil, durch die Royal Navy auf der Kreuzern Manchester und Southampton und drei schnellen Transportern Luftwaffenpersonal und Militärmaterial nach Malta und ins östliche Mittelmeer transportierte. Während es auf der westlichen Seite mit der Seeschlacht bei Kap Teulada zu einem Gefecht zur Verteidigung des Konvois zwischen der Force H und der italienischen Flotte kam, kam es zu keiner Gefechtsberührung der Mittelmeerflotte.
Ab dem 10. Dezember sicherte die Wryneck mit dem Flakkreuzer Coventry und sechs weiteren Zerstörern die Schlachtschiffe Barham und Valiant, die mit ihrer schweren Artillerie von See in die Landkämpfe nahe Sollum eingriffen. Für die Wryneck folgten dann wieder Einsätze in der Konvoisicherung. Sie wurde wie die Flakkreuzer Calcutta und Coventry vorrangig dort eingesetzt, wo mit Angriffe des Gegners aus der Luft zu rechnen war.
Als Anfang 1941 die Mittelmeerflotte Bardia beschoss, gehörte die Wryneck zum Verband der abgesetzt stehenden Illustrious, der nur im Bedarfsfall eingreifen sollte. Ab dem 11. Januar 1941 begleitete sie einen Verband um die Barham und den alten Träger Eagle bei einem Vorstoß in die Ägäis und gegen das damals italienische Rhodos.
Anschließend übernahm sie wieder Sicherungsaufgaben an alliierten Geleitzügen zwischen Griechenland und Ägypten, wobei sie mehrfach mit der australischen Vendetta zusammenarbeitete. Ab März sicherte die Wryneck vorrangig die Überführung Britischer und Commonwealth Truppen nach Griechenland Operation Lustre, um schon im April bei der Rettung der alliierten Truppen zu helfen.

### Das Ende derWryneck

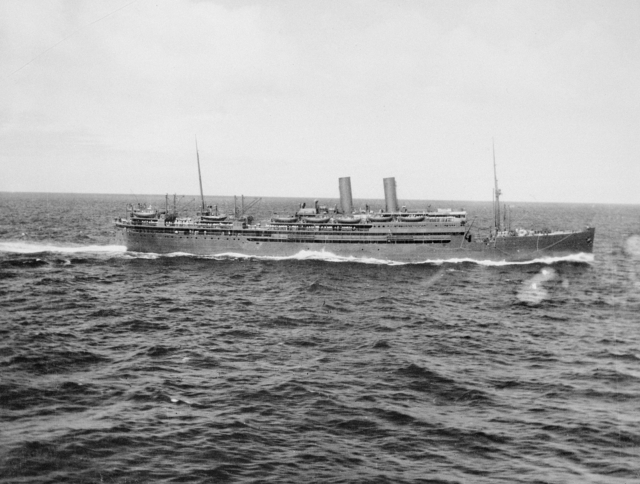
Der Truppentransporter Slamat

Während der Räumung des griechischen Festlands im April 1941 stieß sie am Morgen des 27. April 1941 Vendetta und Waterhen zu britischen Einheiten, die aus Nauplia alliierte Truppen evakuiert hatten (siehe Diamond).
Sie wurde zur Unterstützung des Zerstörers Diamond entsandt, der von dem etwas zurückgebliebenen, ebenfalls aus Nauplia kommenden, brennenden Truppentransporter Slamat Überlebende rettete. Der Nachzügler war von der Luftwaffe angegriffen worden, brannte und konnte nicht gerettet werden.
Als die beiden Zerstörer mit den Geretteten nach Kreta zurückliefen, wurden sie am 27. April 1941 von der Luftwaffe angegriffen und nahe Kap Malea auf 36° 30′ N, 23° 34′ O versenkt. Von den etwa 1000 Mann auf den drei Schiffen überlebten nur wenige. Von den über 500 von der Slamat an Bord genommenen Soldaten waren es nur acht, von ihrer 214 Mann starken Besatzung elf Mann. 20 Mann der 166 Mann der Diamond wurden gerettet und von der Besatzung der Wryneck starben 79 Mann; nur 27 Mann der Wryneck überlebten ihren Untergang.